# Mark Clark
Mark Wayne Clark (Madison Barracks, 1º maggio 1896 – Charleston, 17 aprile 1984) è stato un generale statunitense.
Ufficiale di carriera, all'inizio della seconda guerra mondiale era il principale collaboratore del generale Dwight Eisenhower; dopo aver contribuito all'operazione Torch, prese il comando delle truppe americane che combatterono la dura e lunga campagna d'Italia, distinguendosi in tutte le principali battaglie.
Personalità determinata e risoluta; non privo di una forte ambizione personale, soprannominato da Winston Churchill "l'aquila americana", Mark Clark fu uno dei generali alleati più discussi e controversi della seconda guerra mondiale; egli rimane soprattutto famoso per aver liberato Roma il 5 giugno 1944 e per aver concluso vittoriosamente nell'aprile 1945 la guerra nella penisola italiana.

## Biografia
(Mark Clark riferendosi al generale Harold Alexander il 30 maggio 1944)
(Mark Wayne Clark nelle sue memorie di guerra)

### Gli inizi della carriera militare
Figlio di un ufficiale dell'Esercito degli Stati Uniti e della figlia di un ebreo rumeno emigrato in America, Mark Wayne Clark frequentò l'Accademia militare di West Point e durante il suo periodo di studi decise di farsi battezzare e di aderire alla Chiesa episcopale. Nel 1917 uscì da West Point, dove aveva conosciuto ed era diventato amico del cadetto più anziano Dwight Eisenhower, e venne nominato ufficiale di fanteria.
Durante la prima guerra mondiale, il giovane tenente Clark fu inviato con il corpo di spedizione americano sul fronte occidentale dove nel 1918 venne gravemente ferito da fuoco di artiglieria durante la campagna nella regione francese dell'Argonne. Dopo la fine della Grande Guerra continuò a servire nell'esercito come capitano, impiegato in compiti minori nel quadro del programma di riduzione delle spese militari stabilito dal governo statunitense. Nonostante queste difficoltà Clark proseguì una brillante carriera; nel 1935 divenne insegnante presso la scuola di Stato maggiore e frequentò i corsi della Scuola di guerra. Nel 1939 all'inizio della seconda guerra mondiale Clark era l'ufficiale addetto ai piani e all'addestramento della 3ª Divisione di fanteria a Fort Lewis, nello Stato di Washington; egli poté quindi mettere in evidenza le sue qualità di organizzatore e pianificatore e dopo alcuni mesi ricevette un importante incarico di stato maggiore all'interno del Dipartimento della Guerra di Washington. L'esercito degli Stati Uniti era impegnato, già nel periodo precedente all'entrata in guerra, in un vasto e difficile programma di espansione delle forze combattenti e Clark fu uno degli ufficiali principali dello stato maggiore che studiarono e misero in funzione concretamente i grandiosi programmi approvati dall'autorità politica per la costituzione e l'equipaggiamento con la massima rapidità ed efficienza delle nuove divisioni americane. Clark venne altamente apprezzato dai suoi superiori per la sua "spiccata personalità… il tatto e l'intelligenza".
Clark era tenuto in alta considerazione anche dal generale George Marshall, capo di stato maggiore dell'esercito e personalità dominante della struttura di comando americana, di cui divenne uno dei principali collaboratori; assegnato al nuovo "Comando delle Forze Terrestri" (Army Ground Forces) del generale Lesley McNair, mostrò capacità di addestratore e di tattico durante le grandi manovre in Louisiana dell'autunno del 1941. Dopo l'attacco di Pearl Harbor, il 7 dicembre 1941, e l'entrata in guerra degli Stati Uniti, fu Clark, che interpellato direttamente dal generale Marshall, consigliò di nominare il suo vecchio amico generale Dwight D. Eisenhower, alla guida dell'importantissima "sezione piani di guerra" dello stato maggiore generale.

### Nella seconda guerra mondiale

#### Campagna del Nordafrica

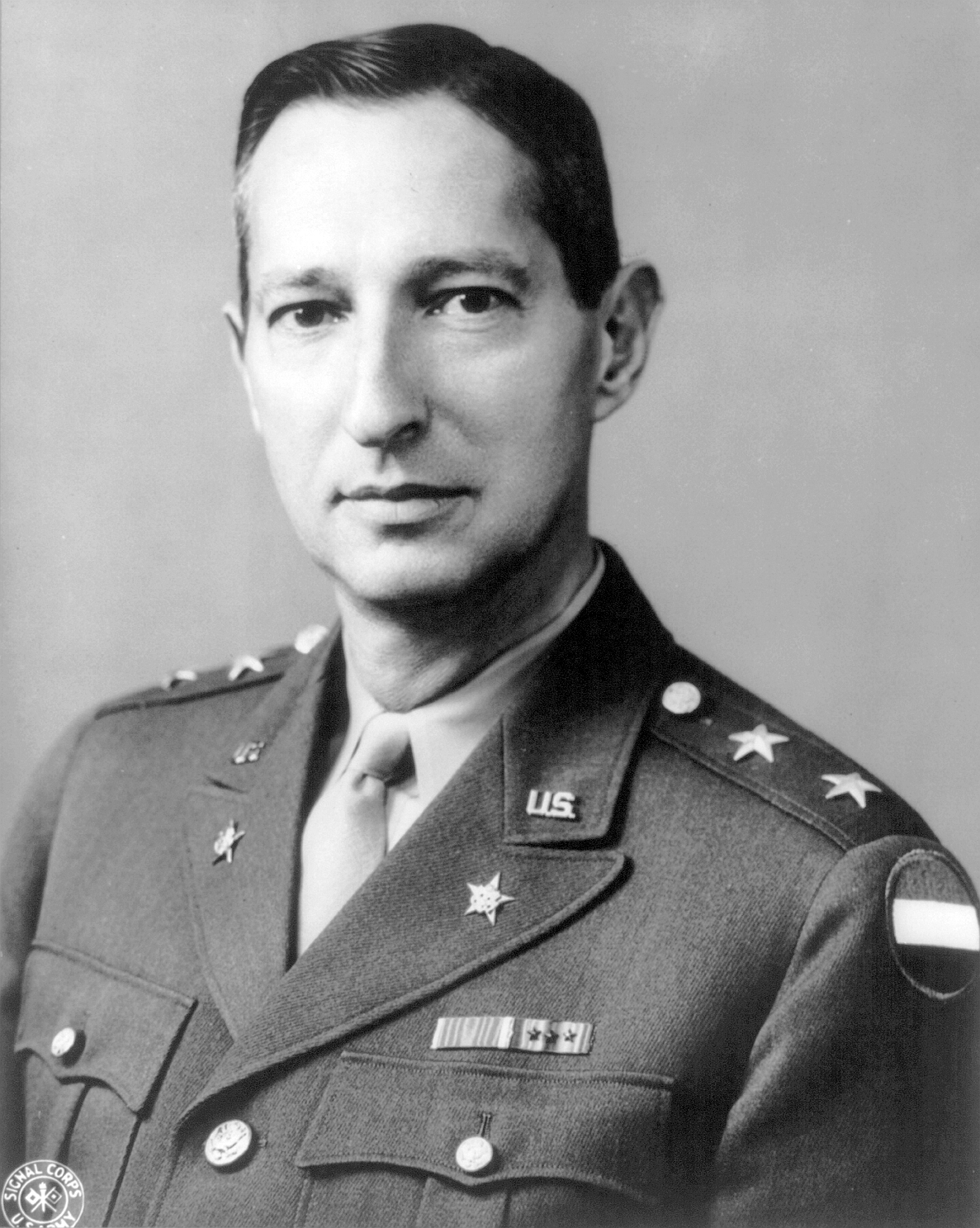
Mark Clark con il grado di maggior generale

All'inizio del 1942 Clark, promosso generale di brigata, cominciò una stretta collaborazione con il generale Eisenhower e quando quest'ultimo venne inviato a giugno 1942 in Gran Bretagna come responsabile di tutte le forze americane impegnate nel teatro d'operazioni europeo, anche Clark fu inviato a Londra il 24 giugno 1942 come comandante del II corpo d'armata americano, la prima formazione statunitense inviata sul teatro europeo. In questa fase Clark era soprattutto impegnato nel lavoro di progettazione della prevista grande operazione di sbarco in Francia, la cosiddetta operazione Roundup, e, insieme con il generale Eisenhower, incontrò e collaborò strettamente anche con il primo ministro britannico Winston Churchill. Il capo del governo britannico aveva conosciuto i generali Eisenhower e Clark nel giugno 1942 a Washington e rimase subito impressionato dalla loro forte personalità e dalla loro determinazione a far entrare in combattimento al più presto l'esercito americano nel teatro europeo.
Dopo la decisione dei capi supremi alleati, il 27 luglio 1942, di rinviare la grande invasione del continente europeo e di organizzare invece lo sbarco nel Nordafrica francese, la cosiddetta operazione Torch, il generale Eisenhower venne nominato comandante supremo del corpo di spedizione anglo-americano destinato a sbarcare in Marocco e Algeria, e Clark divenne il vice-comandante. Egli svolse un grande lavoro organizzativo ma fu oggetto di critiche da parte di alcuni colleghi per la sua notevole ambizione e il suo desiderio di mettersi in evidenza e raggiungere il successo nella carriera.
La notte del 21 ottobre 1942, pochi giorni prima dell'inizio dell'operazione Torch, Clark diresse personalmente una rischiosa missione in Algeria per prendere contatto con gli ufficiali francesi favorevoli agli alleati e concordare la collaborazione al momento dello sbarco. Trasportato a bordo del sommergibile Seraph e approdato a riva a Cherchell insieme con una decina di uomini con mezzi di fortuna, egli incontrò in una villa nei pressi della spiaggia il generale Charles Emmanuel Mast con il quale discusse i particolari dello sbarcò e sembrò ottenere la sua fiducia. Dopo alcune rocambolesche avventure nella notte, Clark e i suoi uomini riuscirono poi a ripartire raggiungendo in salvo il sommergibile in attesa al largo. Il generale Clark ritornò pienamente fiducioso e scrisse al generale Eisenhower di aver "risolto tutti i problemi in modo soddisfacente" e di attendersi "poca resistenza" da parte francese.
L'operazione Torch ebbe inizio l'8 novembre 1942 e nella prima fase Clark dovette soprattutto dedicarsi a delicati compiti politico-diplomatici. La vigilia dell'inizio dell'operazione, il pomeriggio del 7 novembre 1942, Clark partecipò a Gibilterra, insieme con il generale Eisenhower, al burrascoso colloquio con il generale francese Henri Giraud che pretendeva di assumere il comando supremo delle forze alleate subito dopo lo sbarco; Clark, che aveva una limitata conoscenza della lingua francese, chiarì che le pretese del generale erano assurde e usò accenti minacciosi per intimidire il suo interlocutore. Subito dopo l'inizio degli sbarchi, Clark venne incaricato dal generale Eisenhower di recarsi in aereo ad Algeri per favorire il successo degli ufficiali francesi favorevoli agli alleati e concludere un armistizio generale; arrivato il mattino del 10 novembre 1942, Clark trovò una situazione molto confusa e dovette entrare in contatto con l'ammiraglio François Darlan, uno degli uomini più potenti del regime di Vichy, che si trovava per caso ad Algeri. Clark cercò di convincere in un drammatico colloquio l'ammiraglio Darlan a collaborare con gli alleati e ordinare un cessate il fuoco, ma in un primo tempo l'alto ufficiale rifiutò e venne bruscamente posto agli arresti. Clark tuttavia riteneva che per impedire un prolungamento della resistenza francese in Nordafrica fosse essenziale raggiungere un compromesso con l'ammiraglio Darlan, e riprese le trattative il 12 novembre; l'ammiraglio francese dopo molti ripensamenti e accesi scontri verbali con Clark, decise di concludere l'accordo (il cosiddetto "Clark-Darlan Agreement") che prevedeva la fine dei combattimenti, la collaborazione con gli alleati e la divisione dell'autorità in Nordafrica tra l'ammiraglio, il generale Giraud e il generale Alphonse Juin. Il generale Eisenhower arrivò ad Algeri il pomeriggio del 13 novembre e approvò l'accordo concluso da Clark che venne immediatamente promosso tenente generale.
Nelle settimane seguenti Clark continuò a svolgere compiti organizzativi e diplomatici come vice-comandante delle forze di spedizione alleate in Nordafrica alle dipendenze del generale Eisenhower; in questa fase controllò soprattutto lo spiegamento delle truppe americane in Tunisia entrando spesso in contrasto con i generali britannici e gestì la confusa situazione venutasi a creare ad Algeri dopo l'assassinio dell'ammiraglio Darlan il 25 dicembre 1942. In gennaio 1943 assunse finalmente il suo primo incarico di comando; tuttavia invece di prendere la guida del II corpo d'armata che era impegnato sulla linea del fronte tunisino, preferì la nomina a comandante in capo della nuova 5ª armata americana che, costituita con tre divisioni di fanteria e una divisione corazzata, era stata incaricata, secondo le indicazioni del generale Marshall, di occupare solidamente il Marocco e proteggere le linee di comunicazioni delle forze anglo-americane in caso di un'eventuale offensiva tedesca attraverso la Spagna e Gibilterra.
Nonostante la grande efficienza e risolutezza dimostrate, l'operato di Clark in Nordafrica fu oggetto di critiche da parte di alcuni generali statunitensi per la sua presunta eccessiva ambizione, e soprattutto da parte di molti alti ufficiali britannici dai quali era considerato troppo autoritario e anglofobo; venne descritto come un "genio del male".
La 5ª Armata non intervenne nella campagna di Tunisia e si limitò a presidiare il Marocco, mentre Clark e il suo abile capo di stato maggiore, generale Alfred Gruenther, pianificarono ulteriori possibili operazioni di sbarco in Sardegna o Corsica; inoltre durante la conferenza di Casablanca, il generale accolse il presidente Roosevelt e lo accompagnò il 21 gennaio 1943 nella rivista delle truppe statunitensi presenti in Marocco. La campagna di Tunisia terminò con la vittoria totale alleata il 13 maggio 1943 e il 10 luglio gli anglo-americani guidati dal generale George Patton e dal generale Bernard Montgomery, sbarcarono in Sicilia; Clark per il momento rimase in Nordafrica con la sua 5ª Armata.

#### In Italia da Salerno a Roma
Il 17 agosto 1943 i dirigenti politico-militari anglo-americani decisero in via definitiva l'esecuzione entro il 9 settembre dello sbarco a Salerno da parte della 5ª Armata che avrebbe dovuto coordinare la sua azione con gli sbarchi secondari di reparti dell'8ª Armata del generale Montgomery in Calabria e in Puglia. Clark quindi ebbe l'incarico di dirigere il primo attacco in forze alleato al continente europeo dominato dal Terzo Reich. Il generale progettò un piano ambizioso e aggressivo che prevedeva di avanzare rapidamente con i suoi due corpi d'armata dalle spiagge di Salerno ed entrare a Napoli già cinque giorni dopo lo sbarco. Per raggiungere questi risultati Clark aveva previsto di occupare rapidamente i passi collinari che dominavano la piana del fiume Sele con reparti di Ranger; inoltre egli intendeva far intervenire i paracadutisti della 82ª Divisione aviotrasportata per prendere possesso dei ponti sul Volturno.

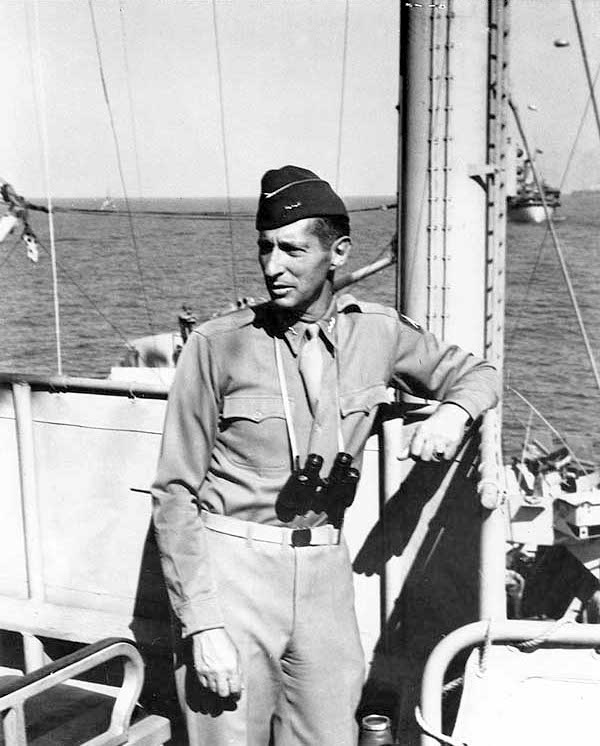
Mark Clark a bordo della nave Ancon durante lo sbarco a Salerno

Clark venne invece informato dal generale Eisenhower il 3 settembre che, a causa degli sviluppi della situazione creati dall'armistizio italiano, la divisione paracadutisti avrebbe dovuto essere lanciata su Roma e quindi non sarebbe più stata a sua disposizione; il generale apprese con grande disappunto queste notizie ma ormai l'operazione Avalanche era in pieno svolgimento ed egli non era più in grado di modificare i suoi piani. Clark decise di procedere con il suo audace progetto senza prestare molta attenzione alle possibili contromisure tedesche e contando di raggiungere un brillante successo prima dell'intervento dalla Calabria delle truppe britanniche del generale Montgomery.
Mentre si svolgevano le confuse vicende dell'armistizio in Italia e la Wehrmacht procedeva rapidamente all'occupazione della penisola e alla distruzione dei reparti italiani in disfacimento, Clark diede inizio il mattino del 9 settembre 1943 allo sbarco sulla costa compresa tra Maiori e Paestum con la 5ª Armata costituita da due divisioni americane e due divisioni britanniche. Dopo una fase iniziale favorevole la situazione divenne progressivamente molto critica per gli alleati che non riuscirono nelle prime ore a occupare i valichi di montagna che dominavano la piana di Salerno. Il feldmaresciallo Albert Kesselring fece intervenire molte divisioni di riserva e contrattaccò violentemente mettendo in pericolo la testa di ponte. Clark, che era sceso a terra il 10 settembre dalla sua nave di comando Ancon, si trovò in grave difficoltà, e prese in considerazione anche la possibilità di un fallimento e quindi la necessità di reimbarcare le truppe. Infine dopo scontri drammatici il 13 e il 14 settembre, il generale, grazie anche all'arrivo di rinforzi, poté fermare l'avanzata tedesca ed evitare, pur a costo di forti perdite, una grave sconfitta. Clark commise alcuni errori tattici ma dimostrò tenacia e determinazione e con la sua presenza sulle spiagge rafforzò la risolutezza dei suoi soldati.
Nonostante il successo finale a Salerno, Clark venne criticato per l'andamento dell'operazione Avalanche; i generali britannici Montgomery e Alexander affermarono di aver contribuito in modo determinante a evitare la sconfitta e all'interno dei comandi alleati si accesero forti polemiche. Clark alla fine riuscì a rinsaldare il suo prestigio e addossò la responsabilità della crisi iniziale al generale Ernest J. Dawley, comandante del corpo d'armata americano impegnato a Salerno, che venne destituito. Il 21 settembre 1943 Clark si incontrò con il generale Montgomery che non mancò di dimostrare la sua alterigia e il suo senso di superiorità; i rapporti tra i due furono subito freddi e un'accesa rivalità divise le armate alleate. Clark era deciso ad assumere un ruolo centrale nella campagna in Italia e già in questa fase mirava a raggiungere l'obiettivo prestigioso di Roma. Dopo aver combattuto fino al 20 settembre nell'area di Salerno, i tedeschi ripiegarono ordinatamente verso nord e Clark entrò a Napoli con le sue truppe il 5 ottobre; il generale cercò di accelerare l'avanzata per non dare tempo ai tedeschi di rinforzare le loro posizioni difensive. Il 12 ottobre gli americani raggiunsero e attaccarono la linea del Volturno ma, nonostante qualche successo, l'avanzata alleata venne fortemente contrastata e Clark impiegò quasi un mese per entrare in contatto con la cosiddetta linea d'inverno tedesca; il 15 novembre 1943 le sue truppe arrivarono nella valle del fiume Liri e il 3 dicembre attaccarono ma solo il 17 dicembre Clark poté occupare dopo estenuanti combattimenti la prima serie di posizioni di montagna e avvicinarsi alle difese principali tedesche sulla linea Gustav. 

Incontro in Italia di generali americani: da sinistra George Patton, Henry H. Arnold e Mark Wayne Clark

Nel gennaio 1944 l'alto comando alleato, su ispirazione del primo ministro britannico Winston Churchill, decise di organizzare un nuovo sbarco in Italia per sbloccare la situazione e raggiungere un successo strategico decisivo; Clark venne quindi incaricato di effettuare lo sbarco di Anzio, lo sbarco del VI corpo d'armata della 5ª Armata nel settore di Anzio e Nettuno. Clark non era molto favorevole a questo progetto; egli prevedeva una forte resistenza tedesca e quindi si mostrò pessimista con il generale John P. Lucas, comandante del VI corpo, e gli consigliò di essere prudente e concentrarsi soprattutto nel consolidamento della testa di ponte. Clark in realtà non aveva completa fiducia in Churchill e temeva che i piani del primo ministro fossero soprattutto motivati dal suo desiderio di far partecipare i britannici alla conquista di Roma; il generale era invece intenzionato a essere a tutti i costi il protagonista assoluto con la sua armata della liberazione della capitale italiana. Ancor prima dello sbarco di Anzio del 22 gennaio 1944, Clark aveva sferrato un grande attacco nel settore di Cassino con l'obiettivo di sfondare la linea Gustav, ma l'offensiva, iniziata il 16 gennaio 1944, si concluse in pochi giorni con un grave insuccesso. Clark decise di far attaccare la 36ª Divisione fanteria texana del generale Fred L. Walker attraverso il fiume Rapido ma i soldati americani furono respinti con perdite elevatissime dai tedeschi e la divisione venne quasi distrutta. Il tragico episodio sollevò subito forti polemiche; le truppe diedero segno di demoralizzazione ed esasperazione, gli ufficiali della divisione texana protestarono per gli ordini, ritenuti insensati, della 5ª Armata, mentre Clark lamentò la scarsa determinazione dei subordinati e destituì alcuni comandanti. Il disastro del fiume Rapido sarebbe rimasto uno degli eventi più discussi e controversi della carriera militare di Clark.

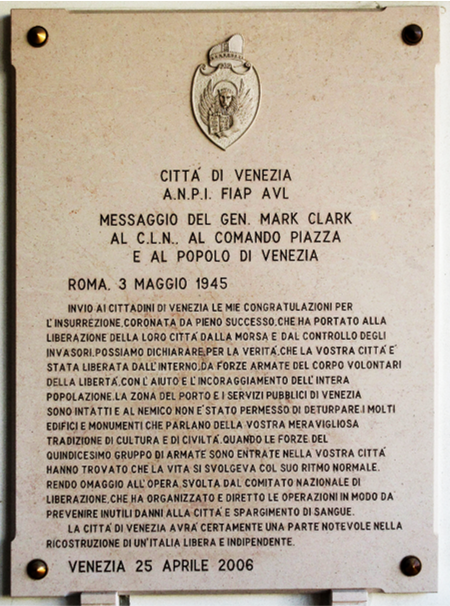
Venezia, atrio Palazzo Loredan

Il 22 gennaio 1944 il VI corpo d'armata del generale Lucas sbarcò ad Anzio incontrando scarsa resistenza e consolidando rapidamente le sue posizioni; Clark non si attendeva risultati decisivi dallo sbarco; il generale invece intendeva sferrare un nuovo attacco nel settore di Cassino. Di conseguenza mentre il VI corpo d'armata rimase fermo ad Anzio e diede tempo ai tedeschi di far affluire importanti rinforzi, Clark attaccò di nuovo sul fiume Rapido e a Cassino il 24 gennaio ma senza molto successo; le divisioni francesi e americane non riuscirono a sfondare. In questa fase il generale neozelandese Bernard Freyberg richiese il bombardamento massiccio dell'Abbazia di Montecassino, ritenuto erroneamente un caposaldo tedesco. Clark era scettico sull'importanza dell'abbazia che non riteneva un obiettivo militare legittimo; egli tuttavia lasciò la responsabilità al generale Harold Alexander che autorizzò il bombardamento. L'azione aerea, effettuata il 15 febbraio 1944, si rivelò inutile e subito dopo fallì l'attacco dei neozelandesi e degli indiani. Clark non controllò direttamente questa fase della battaglia di Cassino e venne invece sempre più impegnato dalla battaglia ad Anzio dove la situazione degli anglo-americani sbarcati stava diventando molto critica.
Nel giugno del 1944, Clark entrò vittoriosamente a Roma.
Massone, Clark fu membro del "Tiber River Masonc Club", fondato a Roma da militari americani ed inglesi.

#### Vittoria finale in Italia
Nell'aprile del 1945, ricevette a Caserta la capitolazione delle milizie tedesche operanti in Italia.

### In Corea
Dopo la guerra, dal 28 aprile 1952 al 30 ottobre 1953, sostituì il generale Matthew Ridgway, quale comandante in capo delle forze delle Nazioni Unite in Corea.

## Considerazioni
Mark Wayne Clark fu uno dei generali dotati di maggior personalità dell'esercito americano nella seconda guerra mondiale; aggressivo e risoluto, era dotato di forte spirito offensivo e di modi bruschi; fisicamente prestante, da alcuni era paragonato, per la sua somiglianza, all'attore Gary Cooper, mentre Winston Churchill lo soprannominò l'"Aquila americana". Venne tuttavia anche considerato ambizioso ed egocentrico, eccessivamente interessato alla sua gloria personale, come dimostrato dal suo quasi ossessivo desiderio di entrare per primo a Roma con le sue truppe. Secondo lo storico britannico Eric Morris, egli inoltre, per eccessivo ottimismo e per desiderio di mettersi in evidenza, avrebbe sottovalutato i rischi dello sbarco a Salerno, affrettando troppo l'operazione; anche lo storico italiano Renzo De Felice ha criticato i "metodi tattici antiquati" di Clark nel corso della campagna d'Italia. Durante il suo periodo di comando della 5ª Armata, era stato introdotto un enfatico e pittoresco inno di battaglia, forse scritto dallo stesso Clark, in cui i soldati dell'armata erano definiti "i figli del generale Clark" che cantavano "in lode del generale Clark".

## Opere
- Mark Wayne Clark, Calculated Risk, New York, Enigma Books 2007, ISBN 1-929631-59-6
- Mark Wayne Clark, Le campagne d'Africa e d'Italia della quinta armata americana, Gorizia, Libreria Editrice Goriziana, ISBN 978-88-6102-006-1